# Max Burgers
Max Burgers či jen Max je švédská síť restaurací rychlého občerstvení založená v roce 1968 ve městě Gällivare. V roce 2025 měl řetězec 195 restaurací. Řetězec působí ve Švédsku, Polsku, Norsku a Dánsku. Společnost zaměstnává 8 000 zaměstnanců (k roku 2025).
Pobočka ve městě Visby má první bike-in na světě, tedy drive-in pro jízdní kola.